# Lugna gatan (organisation)
Lugna gatan var en utbildningsverksamhet inom Fryshuset i Stockholm. Organisationen bildades 1995 av Storstockholms Lokaltrafik (SL), Fryshuset och Vattenfestivalen, med syfte att öka tryggheten för yngre i city och i tunnelbanan. Bland annat anställdes före detta kriminella som trygghetsvärdar i olika bostadsområden och skolor för att vara ett stöd för yngre och att öka tryggheten. Verksamheten syftade även till att ge människor en andra chans in samhället genom arbete och utbildning. En förebild var den äldre organisationen Non Fighting Generation. Organisationen avvecklades hösten 2019.
I samband med gatufester och demonstrationer samarbetade organisationen med polisen för att upprätthålla ordningen.

## Kontroverser
När SVT:s samhällsgranskande program Uppdrag Granskning i december 2015 undersökte Lugna gatans verksamhet visade det sig att en del av trygghetsvärdarna arbetat kvar ute bland ungdomar trots att de var under utredning för grova brott, samt att rutinen att begära utdrag ur belastningsregistret åsidosatts i Husby. Dessutom framkom att trygghetsvärdarna använder våld när stökiga ungdomar inte lyder dem.
Enligt Lugna gatan är det endast 4–7% av trygghetsvärdarna som återfallit i brott 2009–2015, något de uppger är ett extremt gott resultat jämfört med andra återanpassningsverksamheter.
SL genomförde våren 2019 en internrevision som visade på brister hos Lugna gatan gällande drogtester och registerkontroll samt att flera personer dömts för brott medan de varit anställda av Lugna gatan eller inte uppfyllt kravet på tre års straffrihet. Efter rekommendation från Polisen, som påpekade att flera verksamma inom Lugna gatan uppvisade kriminella värderingar, sade SL upp sitt kontrakt med Lugna gatan med omedelbar verkan i oktober 2019. Utan denna uppsägning hade kontraktet gällt till maj 2020, och gällde 18 miljoner kronor om året, vilket tidigare justerats till 14 miljoner kronor.